# Ambonnay
Ambonnay é uma comuna da França, situada no departamento da Marne, região de Grande Leste.

## Geografia
O município de Ambonnay é rodeado de Trépail ao norte, Billy-le-Grand ao nordeste, Vaudemange e Isse a leste, Aigny a sudeste, Condé-sur-Marne ao sul, Tours-sur-Marne a sudeste e Bouzy a oeste.

## Demografia
Segundo dados o INSEE, está abaixo representada a população da comuna:
- 81962: 834 habitantes.
- 1968: 858 habitantes.
- 1975: 817 habitantes.
- 1982: 801 habitantes.
- 1990: 917 habitantes.
- 1999: 934 habitantes.
- 2006: 957 habitantes.